# Ciudad Pemex
Ciudad Pemex är en ort i Mexiko.   Den ligger i kommunen Macuspana och delstaten Tabasco, i den sydöstra delen av landet, 700 km öster om huvudstaden Mexico City. Ciudad Pemex ligger 12 meter över havet och antalet invånare är 6 357.
Terrängen runt Ciudad Pemex är mycket platt. Runt Ciudad Pemex är det ganska tätbefolkat, med 67 invånare per kvadratkilometer. Närmaste större samhälle är Macuspana, 18,0 km sydväst om Ciudad Pemex. Trakten runt Ciudad Pemex består till största delen av jordbruksmark.